# Saint-Rémy-des-Landes
Saint-Rémy-des-Landes is een plaats en voormalige gemeente in het Franse departement Manche regio Normandië en telt 214 inwoners (2004).
De plaats maakt deel uit van het arrondissement Coutances en sinds 1 januari 2016 van de op die dag gevormde gemeente La Haye. Sinds die datum heeft Saint-Rémy-des-Landes de status van commune déléguée. 

## Geografie
De oppervlakte van Saint-Rémy-des-Landes bedraagt 8,3 km², de bevolkingsdichtheid is 25,8 inwoners per km².
De onderstaande kaart toont de ligging van Saint-Rémy-des-Landes met de belangrijkste infrastructuur en aangrenzende gemeenten.

## Demografie
Onderstaande figuur toont het verloop van het inwonertal (bron: INSEE-tellingen).

Baudreville · Bolleville · Glatigny · La Haye-du-Puits · Mobecq · Montgardon · Saint-Rémy-des-Landes · Saint-Symphorien-le-Valois · Surville